# Résolution 958 du Conseil de sécurité des Nations unies
Membres permanents
- Chine
- États-Unis
- France
- Royaume-Uni
- Russie

Membres non permanents
- Argentine
- Brésil
- Djibouti
- Espagne
- Nigéria
- Nouvelle-Zélande
- Oman
- Pakistan
- République tchèque
- Rwanda

Résolution no 957 Résolution no 959
La résolution 958 du Conseil de sécurité des Nations unies, a été adoptée à l'unanimité le 19 novembre 1994. Après avoir rappelé toutes les résolutions sur la situation en ex-Yougoslavie, y compris la résolution 836 (1993), le Conseil de sécurité, agissant en vertu du chapitre VII de la Charte des Nations unies, a déterminé que la situation en l'ex-Yougoslavie continuait de constituer une menace pour la paix et la sécurité internationales et son soutien à la Force de protection des Nations unies (FORPRONU). La résolution a autorisé le recours à des frappes aériennes en Croatie en plus de la Bosnie-Herzégovine par les États membres, afin que la FORPRONU puisse réaliser son mandat. 

## Voir également
- Guerre de Bosnie-Herzégovine
- Dislocation de la Yougoslavie
- Guerre de Croatie
- Guerres de Yougoslavie